# United States Steel
La U.S. Steel (United States Steel Corporation) è un produttore di acciaio degli Stati Uniti che svolge importanti attività in Europa centrale. La società venne fondata nel 1901 da J.P. Morgan e Elbert H. Gary a seguito della fusione della Federal Steel Company e della Carnegie Steel Company.

## Storia
La US Steel nacque nel 1901 dalla fusione di numerose acciaierie statunitensi, che permise ad Andrew Carnegie, di far passare la sua quota di mercato negli Stati Uniti, fra il 1880 ed il 1900, dal 10% al 30% .
A seguito dell'industrializzazione seguita alla guerra di secessione (1865), la crescita della domanda di acciaio fu enorme, essendosi moltiplicata per otto dal 1880 al 1900, raggiungendo i 10 milioni di tonnellate. Dal 1900 gli Stati Uniti divennero il primo produttore mondiale. Nel corso dei tredici anni seguenti triplicò ancora e nel 1913, essi producevano quanto Germania, Regno Unito e Francia messi insieme.
La produzione di carbone seguì lo stesso andamento, consequenziale a quella dell'acciaio, in grande aumento per la forte richiesta necessaria alla costruzione della rete ferroviaria che nel 1900 impiegava un milione di operai (il 3% della forza lavoro) e si dispiegava su 450.000 km. di strade ferrate, circa la metà dell'intera rete ferroviaria mondiale del tempo.
Nel 1899, la U.S. Steel non faceva ancora parte delle tre società di acciaio, American Steel & Wire (specializzata nella produzione del filo spinato usato nelle Grandi pianure e successivamente integrata in U. S. Steel), Tennessee Coal and Iron (acquistata nel 1907 da U. S. Steel, avendo J. P. Morgan approfittato del panico bancario occorso in quell'anno) e Federal Steel, che erano già entrate fra le dodici società nell'indice Dow Jones. Dopo la grande fusione del 1901, due azioni U.S. Steel entrarono nell'indice borsistico e la Federal Steel ne uscì. Nel 1901, l'indice contava anche due società per la lavorazione del rame (compresa quella che trovò un immenso giacimento a Chuquicamata in Brasile e una del piombo).
L'importanza della U.S. Steel aumentò nel corso del XX secolo. Nel 1980, prima dell'elezione a presidente degli Stati Uniti d'America di Ronald Reagan, era la più grande azienda per la produzione di acciaio degli Stati Uniti, con oltre 120.000 dipendenti . Tuttavia, durante il 1980, l'automazione, sul modello delle società giapponesi, portò a molti licenziamenti: dieci anni dopo, ventimila lavoratori erano sufficienti a fornire lo stesso risultato
.
Nel 2007, la U.S. Steel ha acquisito la società canadese Stelco. Allo scopo di ottenere l'avallo dello Stato canadese, U. S. Steel promise di chiudere, soltanto temporaneamente, due stabilimenti della Stelco mettendo in cassa integrazione 1.500 lavoratori. Nel luglio 2009, il governo del Canada ha deciso di perseguire legalmente la U. S. Steel perché gli impianti non erano ancora stati riaperti. Secondo il Governo del Canada, U. S. Steel impiega circa il 20% della forza lavoro canadese che aveva deciso di impiegare con l'acquisizione di Stelco e la quantità di acciaio prodotto "è solo una piccola quantità rispetto a quella totale che avrebbe dovuto produrre su base annua ".